# Liste der Kellergassen in Maissau
Die Liste der Kellergassen in Maissau führt die Kellergassen in der niederösterreichischen Gemeinde Maissau an.
Die vom zur Gemeinde Maissau gehörenden Ort Wilhelmsdorf erreichbare und benutzte Kellergasse (Lage) wird in dieser Liste nicht angeführt, da sie auf dem Gebiet der Gemeinde Ravelsbach liegt. Nicht in einer Kellergasse liegt das denkmalgeschützte Stiftspresshaus in Unterdürnbach, dessen Portal mit 1760 bezeichnet ist.

| Foto |                 | Kellergasse                                       | Standort                        | Beschreibung |
| ---- | --------------- | ------------------------------------------------- | ------------------------------- | --- |
| ja   | Datei hochladen | Eggendorf, bei der Mühlbacher Straße              | KG: Eggendorf am Walde Standort | Die einseitige Einzelkellergasse befindet sich an einer Geländekante. Sie umfasst 21 Gebäude (davon etwa die Hälfte in Schildmauerform) und ist etwa 250 Meter lang. |
| ja   | Datei hochladen | Eggendorf, südöstliches Hintaus                   | KG: Eggendorf am Walde Standort | Die einseitige Einzelkellergasse befindet sich an einer Geländekante. Sie umfasst 12 Gebäude (davon etwa die Hälfte in Schildmauerform) und ist etwa 120 Meter lang. |
| ja   | Datei hochladen | Eggendorf, südwestliches Hintaus                  | KG: Eggendorf am Walde Standort | Die einseitige Einzelkellergasse befindet sich teils in Hanglage, teils an einer Geländekante. Sie umfasst 22 Gebäude und ist etwa 250 Meter lang. Die älteste Datierung stammt von 1881. |
| ja   | Datei hochladen | Kellergasse Grübern / Am Tiefenbach               | KG: Grübern Standort            | Die einseitige Einzelkellergasse befindet sich im Ort in einem Graben. Sie umfasst 21 Gebäude und ist etwa 250 Meter lang. Die älteste Datierung stammt von 1876. |
| ja   | Datei hochladen | Kellergasse Kogelfeld / An der Eggendorfer Straße | KG: Grübern Standort            | Westlich außerhalb von Grübern befinden sich bei der Flur Kogelfeld über eine Distanz von mehr als 500 Meter verstreut drei kleine Gruppen von Kellern: einige Keller im Norden an einem Güterweg (Lage), drei teil schön renovierte Presshäuser unmittelbar nördlich der Bundesstraße (Lage), und einige Keller an einem Weg, der in einem Graben südlich von der Bundesstraße hinunter zum Ravelsbach führt (Lage). |
| ja   | Datei hochladen | Kellergasse Kleinburgstall                        | KG: Kleinburgstall Standort     | Ein paar in Verfall befindliche Keller liegen einseitig an einer Geländekante nordwestlich außerhalb des Dorfs. |
| ja   | Datei hochladen | Limberg: Gartengasse                              | KG: Limberg Standort            | Die einseitige Einzelkellergasse befindet sich in einem Graben am südwestlichen Ortsrand. Sie umfasst 13 vorwiegend traufständige Gebäude und ist etwa 100 Meter lang. |
| ja   | Datei hochladen | Limberg: Steinweg                                 | KG: Limberg Standort            | Die beidseitige Einzelkellergasse befindet sich in einem nach Nordwesten vom Ort wegführenden Hohlweg. Sie umfasst 26 Gebäude und ist etwa 250 Meter lang. |
| ja   | Datei hochladen | Kellergasse Straninger Straße, Limberg            | KG: Limberg Standort            | Nordöstlich von Limberg, knapp außerhalb des Orts, liegen ein paar Keller direkt in Hanglage an der Nordseite der Straninger Straße; das Gebäude der Weinkellerei Naderer ist mit 1796 und 1807 bezeichnet. Eine etwa 100 Meter lange zweizeilige Kellergasse zweigt in einem Graben von der Straninger Straße nach Nordosten ab. Insgesamt sind in diesem Bereich 29 Keller, einige davon umgebaut.                  |
| ja   | Datei hochladen | Kellergasse Am Berg, Maissau („Am Berg I“)        | KG: Maissau Standort            | Den Beginn der Straße Am Berg - heute mitten im Ortsgebiet, früher war das die Stadtausfahrt Richtung Prag - bildet eine kurze zweizeilige Kellergasse, in der sich einige stattliche Presshäuser befinden (bezeichnet u. a. mit 1819 und MDCCCXXI.) In die Fassade eines alten Presshauses sind die Reste eines Schwedenkreuzes von 1651 eingemauert. Schmidbaur zählt insgesamt 16 Objekte.                         |
| ja   | Datei hochladen | Kellergasse Viaduktgasse, Maissau („Am Berg II“)  | KG: Maissau Standort            | Die einseitige Einzelkellergasse an einer Geländekante (bzw. durch die aufgeschüttete Bundesstraße mittlerweile zum Teil in einem Graben) umfasst 12 Objekte auf etwa 150 Meter Länge. |
| ja   | Datei hochladen | Kellergasse Maissau, Oberer Weg (bei Friedhof)    | KG: Maissau Standort            | Das etwa 700 Meter lange Kellergassensystem liegt nördlich außerhalb des Orts und umfasst 54 Objekte, die älteste Datierung ist von 1806. Ein Teil der Keller liegt an dem Güterweg, der vom nördlichen Ortsrand am Friedhof vorbei Richtung Oberdürnbach führt, meist einseitig an der Westseite des Güterwegs an einer Geländekante. Der andere Teil der Keller liegt in einer Mulde östlich dieses Güterwegs.      |
| ja   | Datei hochladen | Weinberg-Kellergasse; Maissau (Klosterbühel)      | KG: Maissau Standort            | Die einseitige Einzelkellergasse liegt in Hanglage südwestlich außerhalb des Orts. Schmidbaur zählte sieben Objekte auf 100 Meter; berücksichtigt man einen näher am Ortsrand liegenden und zwei weiter außerhalb liegende Keller, kommt man auf insgesamt zehn Keller auf 300 Meter Länge. Die älteste Datierung ist von 1789.                                                                                       |
| ja   | Datei hochladen | Maissau - Bahnstraße                              | KG: Maissau Standort            | Knapp einen Kilometer außerhalb von Maissau, an der Straße nach Limberg, liegen drei teils schon verfallene Keller an einer Geländekante. (bei Schmidbaur nicht erwähnt) |
| ja   | Datei hochladen | Kellergasse Oberdürnbach, Sonnwendberg            | KG: Oberdürnbach Standort       | Die Kellergasse, die rund 200 Meter nördlich des Orts parallel zum Dorf verläuft, wird schon im Franziszeischen Kataster als solche bezeichnet. Die einzeilige, leicht bergauf führende Kellergasse ist etwa 300 Meter lang, liegt teils an einer Geländekante, teils in Grabenlage, und umfasst 26 Objekte, darunter Keller, die mit 1796 und 1803 bezeichnet sind.                                                  |
| ja   | Datei hochladen | Hinter der Kirche, Oberdürnbach                   | KG: Oberdürnbach Standort       | Die 200 Meter lange zweizeilige Kellergasse in Grabenlage am südwestlichen Ortsrand ist die jüngere der beiden Oberdürnbacher Kellergassen. Sie umfasst 21 Objekte, einige davon umgebaut. |
| ja   | Datei hochladen | Reikersdorf, Feldweg Richtung Raan                | KG: Reikersdorf Standort        | Die beidseitige Einzelkellergasse in Graben- bzw. Hohlweglage liegt nordwestlich außerhalb von Reikersdorf. Sie umfasst 16 Keller und hat eine Länge von etwa 150 Meter. |
| ja   | Datei hochladen | Reikersdorf, Sachsendorfer Straße                 | KG: Reikersdorf Standort        | Einseitig an der Straße nördlich außerhalb von Sachsendorf liegen 7 Keller über etwa 200 Meter verstreut im weitgehend ebenen Gelände. |
| ja   | Datei hochladen | Unterdürnbach, Oberdürnbacher Straße              | KG: Unterdürnbach Standort      | Die einseitige Einzelkellergasse befindet sich an einer Geländekante nordwestlich außerhalb der Ortschaft. Sie umfasst 22 Gebäude und ist etwa 250 Meter lang. |
| ja   | Datei hochladen | Unterdürnbach, An der Landesstraße                | KG: Unterdürnbach Standort      | Die einseitige Einzelkellergasse befindet sich an einer Geländekante am westlichen Rand der Ortschaft. Sie umfasst 9 Gebäude und ist etwa 100 Meter lang. |
| ja   | Datei hochladen | Unterdürnbach, nördliches Hintaus                 | KG: Unterdürnbach Standort      | Die einseitige Einzelkellergasse befindet sich an einer Geländekante am Nordostrand der Ortschaft. Sie umfasst 8 Gebäude und ist etwa 100 Meter lang. Die älteste Datierung ist von 1810. |
| ja   | Datei hochladen | Unterdürnbach, Hoher Rain / Bei der Kirche        | KG: Unterdürnbach Standort      | Die einseitige Einzelkellergasse befindet sich in einem Graben nordwestlich der Kirche. Sie umfasst 12 Gebäude und ist etwa 400 Meter lang. |

| Foto:                    | Fotografie der Kellergasse (Gesamtheit). Klicken des Fotos erzeugt eine vergrößerte Ansicht. Daneben finden sich zwei Symbole: \| Weitere Bilder vorhanden \| Das Symbol bedeutet, dass weitere Fotos des Objekts verfügbar sind. Durch Klicken des Symbols werden sie angezeigt. \| \| Eigenes Foto hochladen \| Durch Klicken des Symbols können weitere Fotos des Objekts in das Medienarchiv Wikimedia Commons hochgeladen werden. \| |
| Name:                    | Bezeichnung der Kellergasse |
| Standort:                | Es ist die Katastralgemeinde (KG) angegeben. Durch Aufruf des Links Standort wird die Lage der Kellergasse in verschiedenen Kartenprojekten angezeigt. |
| Beschreibung             | Kurze Beschreibung der Kellergasse |
| Weitere Bilder vorhanden | Das Symbol bedeutet, dass weitere Fotos des Objekts verfügbar sind. Durch Klicken des Symbols werden sie angezeigt. |
| Eigenes Foto hochladen   | Durch Klicken des Symbols können weitere Fotos des Objekts in das Medienarchiv Wikimedia Commons hochgeladen werden. |